# Јужна Херцеговина
Јужна Херцеговина или Доња Херцеговина је микрорегија у Херцеговини. Простор ове регије је део Херцеговине који се налази јужније од Мостара, а прати обале реке Неретве. Ова микрорегија је важна за БиХ јер је то једини део државе који има излазак на море у виду Неумске ривијере од око 25 km. Главне општине ове регије су:
- Чапљина
- Столац
- Неум